# 1,2-二碘乙烯
1,2-二碘乙烯是有机碘化合物，结构简式ICH=CHI，存在顺反异构体，两异构体间有2 kcal/mol的能差。